# 徐广智
徐广智（1930年—），男，四川重庆人，中国物理化学家，曾任中国科学院化学研究所研究员，《波谱学杂志》副主编。